# Brit Awards 2017
Trzydziesta siódma gala rozdania BRIT Awards, nagród muzycznych wręczanych przez Brytyjski Przemysł Fonograficzny, odbyła się 22 lutego 2017 roku na londyńskiej O2 Arenie. Nową wersję statuetki wręczanej zwycięzcom podczas ceremonii stworzył rzeźbiarz Anish Kapoor.

## Nominacje
Nominacje do gali zostały potwierdzone 14 stycznia 2017 roku podczas pre-ceremonii.
| Brytyjski album roku | Najlepszy brytyjski singel |
| --- | --- |
| - David Bowie – Blackstar (Pośmiertnie) - The 1975 – I Like It When You Sleep, for You Are So Beautiful yet So Unaware of It - Kano – Made in the Manor - Michael Kiwanuka – Love & Hate - Skepta – Konnichiwa | - Little Mix – "Shout Out to My Ex" - Alan Walker – "Faded" - Calum Scott – "Dancing On My Own" - Calvin Harris featuring Rihanna – "This Is What You Came For" - Clean Bandit featuring Sean Paul & Anne-Marie – "Rockabye" - Coldplay featuring Beyoncé – "Hymn for the Weekend" - James Arthur – "Say You Won't Let Go" - Jonas Blue featuring Dakota – "Fast Car" - Tinie Tempah featuring Zara Larsson – "Girls Like" - Zayn – "Pillowtalk" |
| Najlepszy brytyjski artysta | Najlepsza brytyjska artystka |
| - David Bowie (Pośmiertnie) - Craig David - Kano - Michael Kiwanuka - Skepta | - Emeli Sandé - Anohni - Ellie Goulding - Lianne La Havas - Nao |
| Najlepszy brytyjski przełomowy wykonawca | Najlepszy brytyjski zespół |
| - Rag’n’Bone Man - Anne-Marie - Blossoms - Skepta - Stormzy | - The 1975 - Bastille - Biffy Clyro - Little Mix - Radiohead |
| Wybór krytyków | |
| - Rag’n’Bone Man - Anne-Marie - Dua Lipa | |
| Najlepsza artystka międzynarodowa | Najlepszy artysta międzynarodowy |
| - Beyoncé - Christine and the Queens - Rihanna - Sia - Solange | - Drake - Bon Iver - Bruno Mars - Leonard Cohen - The Weeknd |
| Najlepszy zespół międzynarodowy | Najlepszy brytyjski teledysk |
| - A Tribe Called Quest - Drake and Future - Kings of Leon - Nick Cave and the Bad Seeds - Twenty One Pilots | - One Direction – "History" - Coldplay – "Hymn for the Weekend" - James Arthur – "Say You Won't Let Go" - Little Mix featuring Sean Paul – "Hair" - Zayn – "Pillowtalk" |
| Nagroda za międzynarodowy sukces | |
| - Adele | |